# Skateboarding na Letnich Igrzyskach Olimpijskich 2024 – park mężczyzn
Konkurs skateboardingu w parku mężczyzn podczas XXXIII Letnich Igrzysk Olimpijskich w Paryżu odbył się w dniu 7 sierpnia 2024. Do rywalizacji przystąpiło 22 sportowców z 14 krajów. Mistrzem olimpijskim został Australijczyk Keegan Palmer, wicemistrzem Amerykanin Tom Schaar, a brąz zdobył Brazylijczyk Augusto Akio.
Arena zawodów znajdowała się na paryskim placu Zgody.

## System rozgrywek
Zawody były rozgrywane w dwóch rundach (półfinałowej i finałowej). Półfinały odbyły się w czterech grupach. Do finału awansowało 8 najlepszych zawodników ze wszystkich grup.
W każdej rundzie zawodnicy wykonywali trzy 45-sekundowe przejazdy, oceniane przez sędziów. Wynikiem końcowym była ocena za najlepszy z przejazdów.

## Wyniki

### Półfinał
| Miejsce | Grupa | Skater             | Reprezentacja     | Przejazdy | Przejazdy | Przejazdy | Uwagi |
| Miejsce | Grupa | Skater             | Reprezentacja     | 1         | 2         | 3         | Uwagi |
| ------- | ----- | ------------------ | ----------------- | --------- | --------- | --------- | ----- |
| 1       | 1     | Keegan Palmer      | Australia         | 77.03     | 89.31     | 93.78     | Q     |
| 2       | 1     | Tom Schaar         | Stany Zjednoczone | 89.05     | 92.05     | 32.70     | Q     |
| 3       | 3     | Alex Sorgente      | Włochy            | 89.96     | 91.14     | 12.33     | Q     |
| 4       | 2     | Tate Carew         | Stany Zjednoczone | 77.18     | 90.42     | 16.83     | Q     |
| 5       | 4     | Keefer Wilson      | Australia         | 81.70     | 88.60     | 90.10     | Q     |
| 6       | 3     | Pedro Barros       | Brazylia          | 89.24     | 2.83      | 81.10     | Q     |
| 7       | 4     | Luigi Cini         | Brazylia          | 89.10     | 29.33     | 12.006    | Q     |
| 8       | 3     | Augusto Akio       | Brazylia          | 88.79     | 29.33     | 88.98     | Q     |
| 9       | 2     | Hampus Winberg     | Szwecja           | 82.58     | 74.00     | 88.29     |       |
| 10      | 2     | Gavin Bottger      | Stany Zjednoczone | 20.30     | 86.95     | 60.03     |       |
| 11      | 1     | Alessandro Mazzara | Włochy            | 56.00     | 83.17     | 2.73      |       |
| 12      | 2     | Vincent Matheron   | Francja           | 82.02     | 18.74     | 8.66      |       |
| 13      | 3     | Thomas Augusto     | Portugalia        | 3.10      | 81.75     | 2.66      |       |
| 14      | 4     | Steven Piñeiro     | Portoryko         | 81.54     | 10.33     | 19.33     |       |
| 15      | 2     | Yuro Nagahara      | Japonia           | 81.38     | 2.36      | 2.38      |       |
| 16      | 1     | Kieran Woolley     | Australia         | 20.85     | 14.93     | 80.04     |       |
| 17      | 2     | Tyler Edtmayer     | Niemcy            | 76.49     | 78.20     | 2.43      |       |
| 18      | 4     | Andy Macdonald     | Wielka Brytania   | 72.07     | 76.61     | 77.66     |       |
| 19      | 1     | Alain Kortabitarte | Hiszpania         | 29.38     | 49.21     | 75.46     |       |
| 20      | 4     | Danny León         | Hiszpania         | 56.25     | 7.33      | 10.00     |       |
| 21      | 1     | Viktor Solmunde    | Dania             | 42.95     | 42.83     | 36.00     |       |
| 22      | 3     | Dallas Oberholzer  | Południowa Afryka | 7.00      | 19.001    | 33.83     |       |

### Finał
| Miejsce | Skater        | Reprezentacja     | Przejazdy | Przejazdy | Przejazdy |
| Miejsce | Skater        | Reprezentacja     | 1         | 2         | 3         |
| ------- | ------------- | ----------------- | --------- | --------- | --------- |
| złoto   | Keegan Palmer | Australia         | 93.11     | 63.66     | 65.20     |
| srebro  | Tom Schaar    | Stany Zjednoczone | 90.11     | 92.23     | 83.08     |
| brąz    | Augusto Akio  | Brazylia          | 2.66      | 81.34     | 91.85     |
| 4       | Pedro Barros  | Brazylia          | 22.10     | 86.41     | 91.65     |
| 5       | Tate Carew    | Stany Zjednoczone | 18.06     | 91.17     | 71.46     |
| 6       | Alex Sorgente | Włochy            | 22.80     | 84.26     | 63.76     |
| 7       | Luigi Cini    | Brazylia          | 19.70     | 2.36      | 76.89     |
| 8       | Keefer Wilson | Australia         | 40.03     | 32.73     | 58.36     |